# Acanthodes
Acanthodes je rod izumrlih riba koji pripada razredu bodljikavih morskih pasa (Acanthodii). Acanthodes su kao i svi bodljikavi morski imali bodlje od dentina, ali manje veličine u odnosu na druge. Imale su ukupno šest bodlji koje su se nalazile na njihovim perajama. Vrste ovoga roda nisu imale zube u čeljusti, ali su u škrgama imale sitne bodlje koje su podsjećale na zube. Zbog toga se smatra da su se hranile filtraciskim načinom prehrane, filtrirajući plankton iz vode.
Kao i ostali bodljikavi morski psi koji su se kasnije pojavili, Acanthodes su bili veći od svojih predaka. Neki predstavnici ove grupe su dostizali veličinu do 2 metra. Ovaj je rod također imao manje bodlji od svojih predaka. Bodlje su se nalazile na njihovim parnim, prsnim perajama, kao i na velikoj analnoj peraji. Postojala je samo jedna leđna bodljikava peraja, i par ventralnih peraja prugastog oblika koje su se prostirale duž trbuha i od kojih je svaka imala po jednu bodlju. Tako su Acanthodes imale samo 6 bodlji na svojim perajama, dok su npr. njihovi srodnici iz roda Climatius imali 15 bodlji.